# Tingsryd
Tingsryd (uttal (fil)) är en tätort och centralort i Tingsryds kommun i Kronobergs län. Tingsryd är beläget vid sjön Tiken, och genom orten rinner Bräkneån.

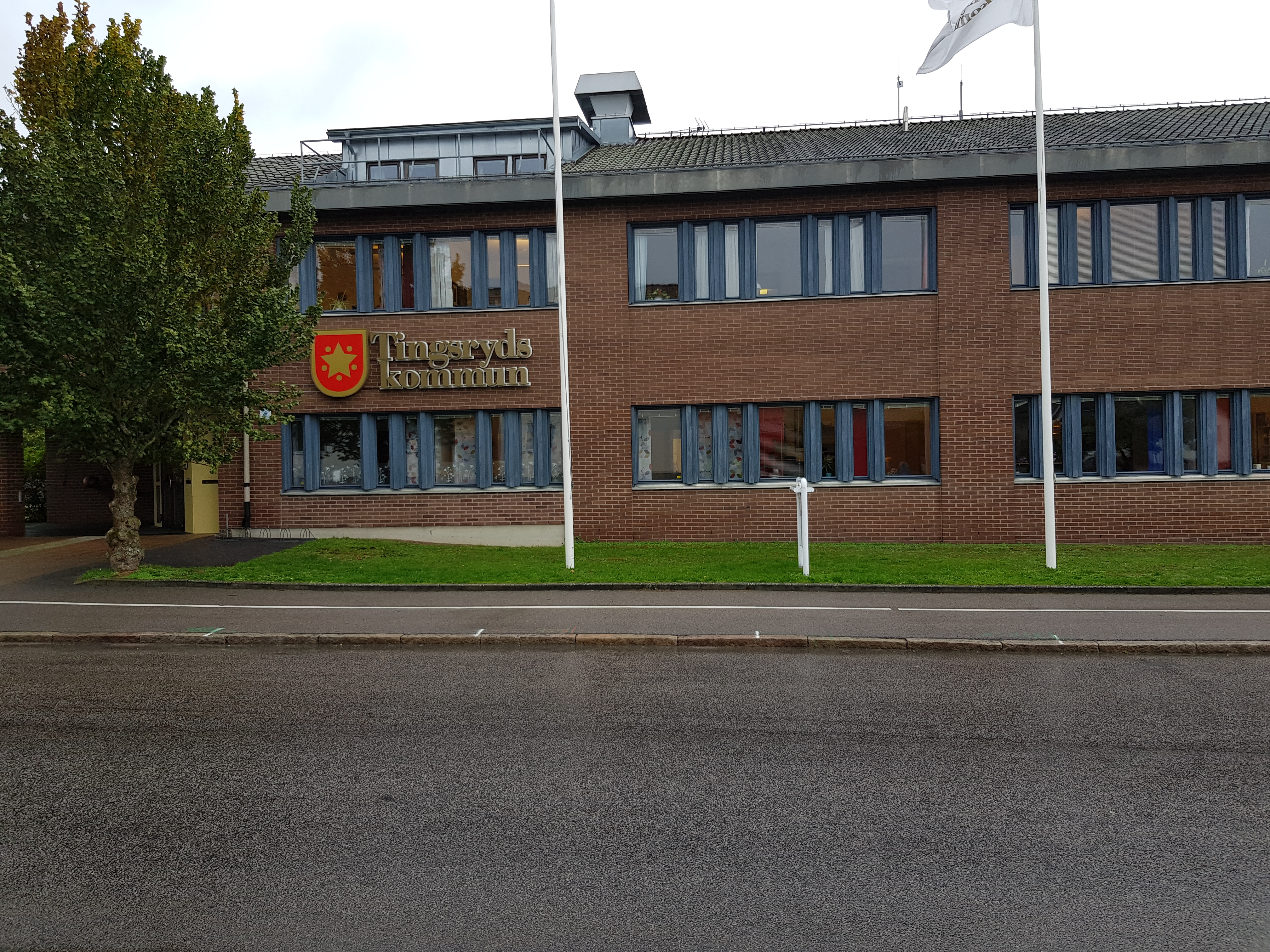
Tingsryds kommunhus

## Historia
Tingsryds första etableringar skedde under 1500- och 1600-talen, i området där Bräkneån mynnar i sjön Tiken. Där byggdes det första sågverket, garveriindustri, kvarn, smedjor och en del andra verksamheter, som var beroende av kraften från Bräkneån. Från detta område växte bostäderna ut längs Storgatan, vilken då utgjorde landsvägen, som sammanband Tingsryd med närliggande byar och centralorten Växjö. I detta område etablerades senare även den första stora industrin Tingsryds bryggeri. I närheten låg också de större gårdarna i byn som var jordägare i byn. Området är fortsatt av vikt för den kulturhistoriska miljön i Tingsryd.
Tingsryd var fram till anläggandet av järnvägarna Bredåkra–Tingsryds Järnväg (BTJ) 1896 och Växjö–Tingsryds Järnväg 1897 en mindre by i Kronobergs län. På 1900-talet var det järnvägstrafiken och verksamheten kring stationsområdet som allt utvecklades ifrån. Bostadskvarteren lades utifrån Järnvägsgatan och upp mot Storgatan, vilken ännu fram till 1960-talet fungerade som landsväg. Persontrafiken på järnvägen lades ner 1965 och spåren revs upp 1969, men stationshuset utgör fortfarande Tingsryds resecentrum för busstrafik. Busstrafiken är tät mot Växjö men går också mot Karlshamn och Ronneby. När järnvägen lades ner och den nya riksvägen byggdes vid sjön Tikens strand fick samhället i stort den struktur som fortfarande gäller. Lokgatan byggdes ut till att bli en sekundär matarled för att ytterligare avlasta centrum från genomfartstrafik.
Tingsryds är den av kommunens tätorter som har mest stadslik miljö. Denna präglas delvis av 1800-talets träarkitektur där merparten av den bevarade bebyggelsen ligger på sluttningen ner mot sjön Tiken. Norr om de gamla byns kärna har under 1950 och 1960-talet byggts rätt stora villaområden vilket avspeglar sig i en stigande befolkning i tätorten till 1995 men därefter har befolkningen stagnerat.

### Tingsryd enligt Svenska orter: atlas över Sverige med ortbeskrivning / Del I: ortbeskrivning
Tingsryds köping i Kronobergs län, Konga härad, ingår i Tingsryds landsfiskalsdistrikt, Konga och Kinnevalds fögderidistrikt, Östra Värends domsaga, Konga härads väghållningsdistrikt samt bildar med Tingsås kommun Tingsås församling., som utgör eget pastorat i Växjö stift, Konga kontrakt. Tingsryd blev köping från 1 januari 1921. Järnvägsstation på linjen Ronneby—Växjö, 47 km från Ronneby och 45 från Växjö. Busslinjer : Tingsryd—Växjö, Tingsryd—Flislycke—Växjö, Tingsryd—Ronneby (tisdagar, fredagar).
Läkare provinsialläkare i Tingsryd distrikt, veterinär distriktsveterinär i Tingsryd distrikt, sjukstuga och apotek.

### Taxeringsvärde och utdebitering, tillgångar och skulder 1932
Taxeringsvärde å skattepliktig fastighet (1930): å jordbruksfastigheter 185 400 kr., varav 165 900 kronor jordbruksvärde, 8100 kronor skogsvärde och 11400 kronor tomtvärde och industrivärde, och för andra fastigheter 2 082 900 kronor.
Taxeringsvärde skattefri fastighet (1930): å andra fastigheter tillhörig kommuner med flera 313 000 kr, varav kyrka 125 000kronor, 2 folkskolor 140 000 kronor och sjukstuga 40 000 kronor. Till kommunal inkomstskatt taxerad inkomst (1930): svenska aktiebolag och solidariska bankbolag 30 350 kronor, andra skattskyldiga 581 685 kronor.
Antal skattekronor (1931): 5 059. Kommunalskatt (1931): 9,10 kr., varav borgerlig kommun 4,00 kronor, kyrkan 1,60 kronor och skolan 3,50 kronor. Landstingsskatt (1931): 2,00 kronor. Vägskatt (1931): 0,20 kronor. per fyrk.
Tillgångar(31/12 1921: borgerliga kommunen 185 183 kr., varav fastigheter 127 395, kyrkliga kommunen se Tingsås kommun. Skulder 31/12 1928: borgerliga kommunen 98 596 kronor, kyrkliga kommunen se Tingsås kommun.

### Jordbruket inom köpingen var av mindre omfattning (se även Tingsryds by nedan)
Totala areal för köpingen var 1931: 168 hektar, varav 158 hektar land. Ägoslag (1927): åker 43 hektar, trädgård 8 hektar, betesäng 29 hektar, skogsmark 54 hektar och övrig mark 24 hektar. Brukningsdelar enligt jordbruksräkningen 1927): 7. Åkerjordens fördelning (1927): vall 16 hektar, havre 13 hektar, råg 5 hektar, potatis 3 hektar, foderrotfrukter 3 hektar, vete 1 hektar, korn 1 hektar, grönfoder 1 hektar. Husdjur (1927) :nötkreatur 44, svin 31, hästar 9, får 3, getter 2, svin, fjäderfän 416 och bisamhällen 1.

### Tingsryd by
Byn låg delvis utanför köpingen och tätorten. Gårdar och lägenheter i Kronobergs län, Tingsås kommun och Tingsryds köp.;14 jordbruksfastigheter 138 andra fastigheter. Taxeringsvärde för jordbruksfastigheter 281 400 kronor, därav 180 400 kronor jordbruksvärde, 94 600 kronor skogsvärde och 6 400 kronor tomtvärde och industrivärde. Taxeringsvärde för andra fastigheter 1 771 300 kronor.
Tingsryd nr 1 och 2, 33/800 mantal, ägare Gustav Herman Englander; areal 24,6 hektar, därav 8,3 åker hektar,14 hektar skog, taxeringsvärde för jordbruksfastighet 53 700 kr., därav 43 700 jordbruksvärde, 3 600 skogsvärde och 6 400 tomtvärde och industrivärde. Tingsryd nr 3, 315/1000 mantal, kyrkoherdeboställe med en areal 99,2 hektar, därav 10,3 hektar åker, 69 hektar skog, taxeringsvärde för jordbruksvärde 54 000 kr., därav 24 000 jordbruksvärde och 30 000 skogsvärde.
Inom byn och köpingen låg mindre industriella verksamheter. Såg taxerad som annan fastighet till 28 000 kronor., kvarn och såg 28 000 kronor, garveri 18 000 kronor och snickerifabrik 5 000. 

### Administrativa tillhörigheter

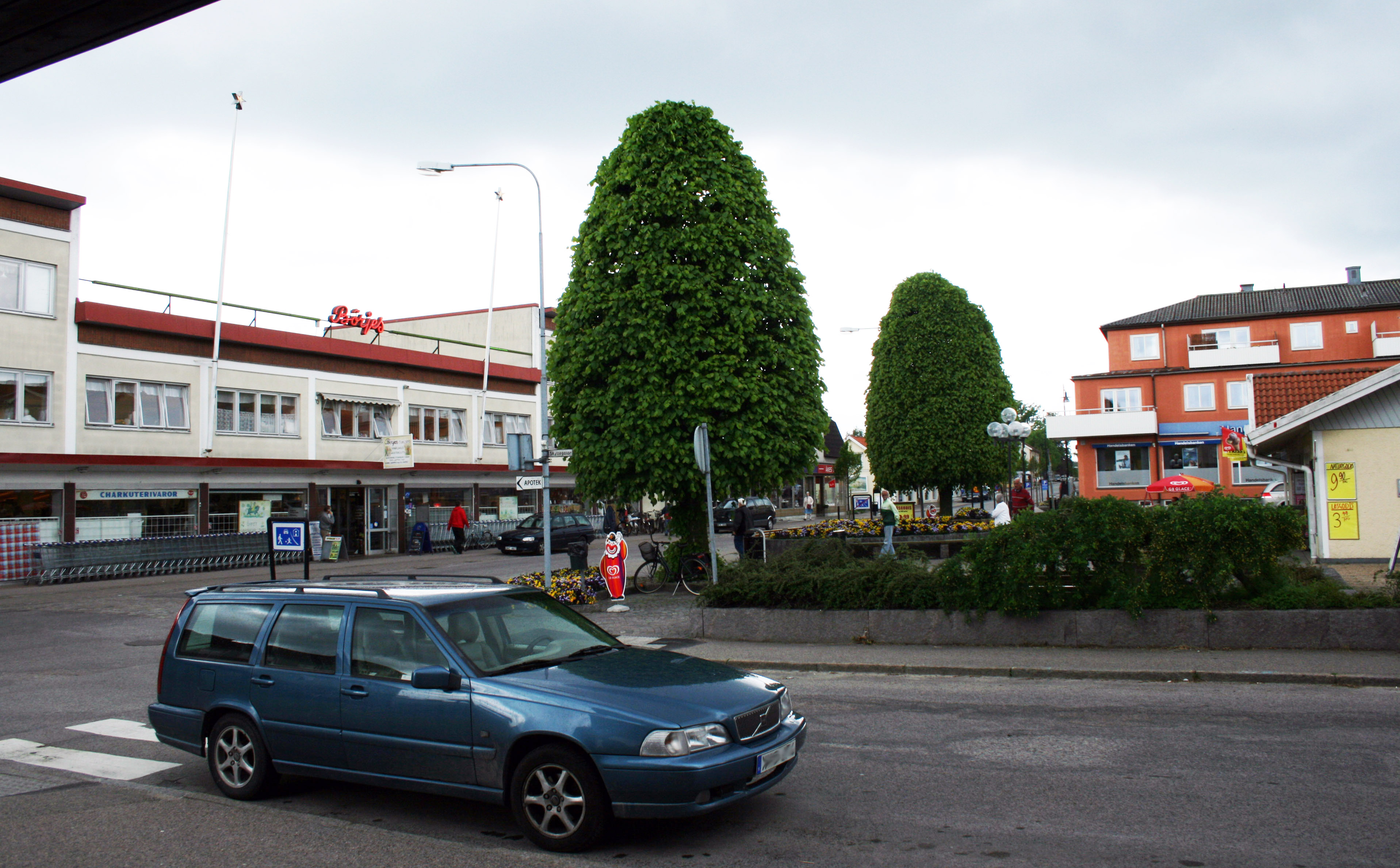
Tingsryd med varuhuset Börjes Tingsryd till vänster i bild.

Tingsryd var och är kyrkby i Tingsås socken och ingick efter kommunreformen 1862 i Tingsås landskommun. Orten utbröts ur denna landskommun 1921 och bildade Tingsryds köping, som 1971 uppgick i Tingsryds kommun, där Tingsryd sedan dess är centralort. I kyrkligt hänseende har orten alltid hört till Tingsås församling.
Orten ingick till 1948 i Konga tingslag, därefter till 1971 i Östra Värends tingslag. Sedan 1971 ingår Tingsryd i Växjö domsaga.

### Befolkningsutveckling
Befolkningen i köpingen var enligt Svenska orter : atlas över Sverige med ortbeskrivning Folkmängd 750 innevånare år 1921, 910 innevånare år 1931. 
| Befolkningsutvecklingen i Tingsryd 1960–2020 | Befolkningsutvecklingen i Tingsryd 1960–2020 | Befolkningsutvecklingen i Tingsryd 1960–2020 | Befolkningsutvecklingen i Tingsryd 1960–2020 | Befolkningsutvecklingen i Tingsryd 1960–2020 |
| -------------------------------------------- | -------------------------------------------- | -------------------------------------------- | -------------------------------------------- | -------------------------------------------- |
|                                              |                                              |                                              |                                              |                                              |
| År                                           |                                              |                                              | Folkmängd                                    | Areal (ha)                                   |
| 1960                                         | 1960                                         |                                              | 1 510                                        |                                              |
| 1965                                         | 1965                                         |                                              | 1 876                                        |                                              |
| 1970                                         | 1970                                         |                                              | 2 303                                        |                                              |
| 1975                                         | 1975                                         |                                              | 2 598                                        |                                              |
| 1980                                         | 1980                                         |                                              | 2 731                                        |                                              |
| 1990                                         | 1990                                         |                                              | 2 928                                        | 308                                          |
| 1995                                         | 1995                                         |                                              | 3 200                                        | 337                                          |
| 2000                                         | 2000                                         |                                              | 3 096                                        | 344                                          |
| 2005                                         | 2005                                         |                                              | 3 023                                        | 344                                          |
| 2010                                         | 2010                                         |                                              | 3 037                                        | 354                                          |
| 2015                                         | 2015                                         |                                              | 3 087                                        | 408                                          |
| 2020                                         | 2020                                         |                                              | 3 197                                        | 417                                          |
|                                              |                                              |                                              |                                              |                                              |

## Kommunal service

### Skolor
Tingsryd hade en realskola, Tingsryds kommunala realskola.
Dackeskolan är en grundskola för elever från 6 till 16 år. Förskoleklasser och grundskolans år 1-9 håller till i äldre och nyare byggnader. Verksamheten i F-3 är organiserad i fyra hus, Liljekronska huset, Bramborgska huset, Alléhuset och Gränsströmska huset. Verksamheten för årskurs 4-6 är förlagd i den gamla folkskolebyggnaden på Dackeskolans område. Klasserna nybildas i årskurs 7 på högstadiet. De cirka 350 eleverna är indelade i 12 klasser. Till årskurs 7-9 kommer elever från hela kommunen. En del av skolan är en integrerad fritidsverksamhet med cirka 120 barn inskrivna.
Wasaskolan är Tingsryds gymnasieskola och har cirka 250 elever. Skolan har sex program, varav ett är ett nystartat handelsprogram. De övriga yrkesprogrammen är barn och fritids- samt industriprogrammet. Högskoleförberedande programmen är samhälls-, ekonomi samt teknikprogrammet. Inom teknikprogrammet finns en naturvetenskaplig inriktning.

### Äldreboende
Äldreboendet Örnen i Tingsryd började byggas 2013 och var klart 2015. Totalt har boendet 40 lägenheter. Dessutom finns administrationslokaler och ett beredningskök. Örnen är modernt energisnålt bygge, den beräknade energiförbrukning är 77 kWh per m². Köket har energieffektiv ventilation samt ett centralt kylsystem där kylan återvinns. Huset återvinner spillvatten från byggnaden att förvärma varmvattnet till tappkranarna. Solfångare på taket bidrar också till att värma vatten till tappvattenkranarna. Huset har centraldammsugare och varje lägenhet har en egen tvättmaskin och torktumlare.

## Näringsliv
På orten fanns ett större bryggeri som idag blivit en annan livsmedelsindustri, och dessutom några större företag, som en plastindustri etablerad 1947 och småbåtstillverkning av aluminium samt en större metallindustri och en större elteknikindustri.

### Affärer
Tingsryd var beläget 4 mil från flera köpstäder, Växjö, Ronneby och Karlshamn och fick därför lättnader för att bedriva handel på landsbygden. Orten hade också en större marknad med stor kreaturshandel. Sedan orten fått järnväg växte samhället kraftigt och fick betydligt fler affärer. På 1960-talet började dessa affärer att koncentreras i större enheter. 1964 skapades varuhuset Börjes Tingsryd och utvecklades till ett stort varuhus, senare även med hästvaror i det gamla hotellet.

### Tingsryds bryggeri
Bryggeriet startades av den tyska bryggarfamiljen Uebel som flyttade bryggeriet från Korrö till Tingsryd 1890.
1920 startade Carl Larsson en läskedrycksfabrik i Kristianstad. Företagets namn blev AB Kronan. Först 1937 registrerades Bryggeriet Kronan, Tingsryd. Larsson hade då inköpt ett mindre bryggeri i Tingsryd med tillstånd att producera öl och kunde utöka med öltillverkning. 1955 hade företaget en ny anläggningen i Tingsryd klar. 1960 bytte företaget namn till Tingsryds Bryggeri AB. Vid mitten av 1960-talet var Tingsryd ett ledande svenskt bryggeri. Pripps dominerade före KF:s Wårby bryggeri men på tredje plats i storlek var Tingsryd. Bryggeriet drevs från 1955 till 1980-talet som Tingsryds Bryggeri AB, men 1972 tog Pripps över som ägare.. Larsson och Pripps förhandlade för de fruktade att Tingsryd skulle bli uppköpta av ett utländskt företag. Tingsryds införlivades istället med Prippskoncernen och försvann på 1980-talet som självständigt bryggeri och varumärke. 1972 på hösten var den 50-åriga epoken AB Kronan Tingsryd slut.

### Trensum Food AB
Märta Ljungström startade ett äppelmusteri 1948 i byn Trensum i Blekinge. Nu är verksamheten förlagd till Tingsryd i Småland sedan mitten av 1980-talet och företaget har vuxit. Omsättningen 2019 var över 550 miljoner. Det är i Tingsryd Bryggeris gamla lokaler företaget är lokaliserat idag. Trensum Food är idag legotillverkare med uppdrag från såväl svenska som internationella kunder. Hälften av produkterna sker för export. Produkterna är flytande och halvflytande livsmedel: såser, soppor, drycker, sylt och smaktillsatser. Omkring 150 personer är anställda i produktionen. På senare år har växtbaserade drycker växt i sortimentet. 2021 Köpte Fazerkoncernen upp Trensum. Antalet anställda hade 2021 ökat till 180 personer.

### Hammarplast / Orthex Sweden AB
Ett annat äldre företag är Hammarplast som startade 1947. Från början var Hammarplast lokaliserat på det äldre industriområdet öster om Tingsryd men flyttades senare till väster om orten strax intill Växjövägen. 2011 förvärvades Hammarplast av Orthex och 2021 arbetar över 100 personer på Orthex i Tingsryd.

### Linder Aluminiumbåtar
Linder Aluminiumbåtar är en småbåtstillverkare som tillverkar kanoter och mindre båtar i aluminium. Företaget omsatte 81 miljoner och hade cirka 30 anställda 2019. Linder har idag sin anläggning väster om Tingsryd på ett nyare industriområde strax intill Växjövägen.

### Holtab AB
Holtab grundades 1973 av Bengt Holmberg och genomgick en snabb expansion redan under de första åren. Under slutet av 1970-talet exporterade Holtab sandtäta elstationer till länder som Saudiarabien och Libyen. Under 1980-talet fortsatte Holtab som leverantör av transformatorstationer. Produktionen inriktades helt på eldistribution på 1990-talet och datoriseringen tvingade Holtab att anamma ny teknik. Under 2003 öppnades filial i Finland och 2009 etablerades produktion inom vindkraft och infrastruktur. På 2010-talet skapades en filial i Danmark. Holtab ägs 2021 av styrelseordföranden Anders Holmberg. Bolaget hade 2019 150 anställda och omsatte drygt 400 miljoner.

### Jitech AB
Jitech startades i liten skala med 4 anställda av Roland Johnsson 1989. Företaget genomled sin första kris redan i början av 1990-talet. Krav på certifieringar var tuffa och företaget ägnade mycket tid åt utbildningar och certifieringar. 1996 hade företaget vuxit till 15 anställda. Atlas Copco flyttade en tillverkning från Tyskland till Örebro. Jitech fick en del jobb där. Företaget har sedan utvecklats tillsammans med stora kunder. Legotillverkning inom plåt och svetsning har det alltid handlat om. Verksamheten har växt snabbt, ibland fördubblats på några år. Den starkaste perioden var åren efter 2004 och fram till krisen 2008. 2008 omsattes 330 miljoner och företaget hade 250 anställda. Finanskrisen ledde till att 250 anställda 2008 blev 83 2009. Jitech förlorade mycket pengar i en rekonstruktion
2010 kom uppgången och omsättningen ökade från 123 miljoner till 260 miljoner på ett år. Utvecklingen fortsatte under 2011. Men hösten 2012 vände det och luften gick ur gruvmarknaden. Under de följande tre åren fick företaget kämpa för sin överlevnad. Resan slutade med rekonstruktion. Men sen vände konjunkturen och verksamheten växte i de 30 000 kvadratmeter stora ytorna på företaget. Företaget har moderna plåtbearbetningsmaskiner, med laserskärning, stansning och kantpressning, svetsar både manuellt och med robotar, har ett flertal maskiner för skärande bearbetning, en monteringsavdelning och pulverlackering. 2019 hade företaget cirka 130 anställda och 220 miljoner i omsättning. Företaget är lokaliserat till östra industriområdet på Lokgatan.

### Nelson garden
Bröderna Nilssons fröhandel startades 1933 i Belganet. Georg Nilsson förvarade fröerna i en kökssoffa och familjen fyllde fröpåsarna till försäljning runt köksbordet. Bröderna Torsten och Siwert Nilsson tog över företaget från sin far 1978 och sedan 1981 har Nelson Garden sitt huvudsäte i Tingsryd. Företaget bytte namn till Bröderna Nelson för att det fanns ytterligare ett företag i den lilla byn med namnet Bröderna Nilsson. Nuvarande namn Nelson Garden är ett mer internationellt gångbart namn vilket underlättar när man även verkar i Danmark, Norge och Finland. 2021 är företaget stort inom trädgårdsbranschen och sortiment innehåller inte enbart fröer utan även lökar, redskap, tillbehör och växtvård. 2018 köptes företaget av norska Nordic Garden Holding. Företaget omsatte 2019 drygt 200 miljoner och hade cirka 70 anställda. Företaget är lokaliserat till östra industriområdet på Lokgatan granne med Jitech.

### Tingsryd Resort
Tingsryds resort, f.d. Tingsryds camping är Kronobergs läns största camping och ligger vid sjön Tiken precis i anslutning till samhället. Bredvid campingen finns en kommunal badplats med grillplats, lekplats, beachvolleyplan och badbryggor som även är öppna för vinterbad. Den lokala tennisföreningen driver tre grusbanor i området och även två padelbanor beräknas öppna under juli 2021. Tingsryd resort driver själva äventyrsgolf, spa, sommaröppen bistro mm. Anläggningens besökare bidrar tillsammans med många fritidshusägare i närheten till orten får ett stort uppsving under sommarhalvåret.

### Bankväsende
Tingsås sockens sparbank grundades 1913. Den uppgick 1969 i Sparbanken Kronoberg som senare blev en del av Swedbank.
Bankaktiebolaget Södra Sverige etablerade ett kontor i Tinsgryd år 1902. På 1910-talet hade ett kontor för Göteborgs bank tillkommit. Södra Sverige blev senare Handelsbanken. År 1935 slöts en överenskommelse som ledde till att både Göteborgs bank och Handelsbanken överlät sina kontor i Tingsryd till Skånska banken. Skånska banken övertogs långt senare av Handelsbanken.
Vid utgången av mars 2021 stängde Handelsbanken sitt kontor i Tingsryd. Därefter fanns Swedbank kvar på orten.

## Kultur och nöjen
För musik, film och teater finns föreningen Kulturverkstan.
Sista måndagen och tisdagen i juli varje år är det Tingsryd marknad då gatorna fylls av folk och knallar.

## Idrott

### Ishockey
Tingsryd är främst känt för sitt ishockeylag Tingsryds AIF. En mycket omdiskuterad fråga 2020 var om kommunen skulle satsa på en ny hockeyarena i kommunen. Den gamla hallen byggdes 1969 och heter Dackehallen. Kommunen har sagt nej till att bygga en ny arena men vill stå för ett driftbidrag på 13,5 miljoner alltså mer än 1000 kronor per innevånare.

### Fotboll
Fotbollsklubben heter sedan 2011 Tingsryd United FC. Fotboll har spelats sedan 1923 då Tingsryds Allmänna Idrottsförening (TAIF) bildades. 1923 var gymnastik den största verksamheten i TAIF liksom i många andra idrottsföreningar. Gymnastiken var en folkrörelse. Ishockeysektionen bildades i TAIF 1945. Bandy spelades på sjön Tiken före 1945.. 2002 bildades Tingsryds Fotbollsförening (TFF) som en utbrytning ur TAIF. Sedan säsongen 2007 har klubben samverkan med Väckelsång IK. Fotboll på herrseniorsidan har huvudsakligen spelats i division 4 eller 5. Damfotbollen spelades i division 2 under några år. TFF hade 2010 omkring 550 medlemmar varav cirka 300 är ledare och aktiva.
Första planen var en åker vid Bräkneån. Andra planen var även den en åker i Ebbalycke vid Bräkneån. Först 1955 fick klubben riktig fotbollsplan och omklädningsrum med elektricitet, vatten och avlopp. Platsen var densamma som nuvarande Tingsryds Idrottsplats. 2001 anlades konstgräs och kompletterades med nytt konstgräs 2008. Ny 7-manna gräsplan anlades 2002-2003 och kompletterades 2006 med konstbevattning. En bollhall med en konstgräsyta på 50x25 meter finns. Den började byggas hösten 2004 och invigning av hallen skedde 18 november 2005. Bollhallen kan användas för många aktiviteter då golvbeläggningen kan bytas. I bollhallen finns en klättervägg.

### Hästriket
Tingsryd kommun hade tidigare en slogan Hästriket inspirerat av att kommuner var rik på hästar och att hästsporten sysselsatte många. Projektet stöttades av Börjes verksamhet inom hästartiklar, och av en aktiv hästsportklubb Tingsryds Rid & Körklubb. Hästriket skapade 800 heltidsjobb i länet 2012 och Tingsryd ville att hästnäringen skulle bli dubbelt så stor 2012. Travbanan Tingsrydtravet var den största satsning i Hästriket. Banan är en så kallad milebana på 1609 meters längd och anlades 2003. Den 26 augusti 2019 beslutade Tingsryd kommunstyrelse om nedmontering av Hästriket-skyltarna vilket väl får ses som ett symboliskt slut för projektet Hästriket.